# BA.rena
De BA.rena is een voetbalstadion in de Duitse stad Rheine. In het stadion speelt FC Eintracht Rheine haar thuiswedstrijden. Het stadion had aanvankelijk 16.000 plaatsen, bijna uitsluitend staanplaatsen. In 2002 werd aan de noordzijde een nieuwe overkapte tribune gebouwd met 300 staan- en 400 zitplaatsen.
De BA.rena heet sedert 2019 naar een sponsor, genaamd BA.Unternehmergruppe, afkomstig uit Ibbenbüren.
Het stadion bevindt zich bij stadsdeel Bentlage, aan de Eems, ten oosten van de dierentuin en dus ten noordwesten van het centrum van Rheine. Het stadion wordt omringd door vier trainingsvelden.